# Anil Panachooran
Anil Panachooran (20 novembre 1965 - 3 janvier 2021) est un poète indien écrivant en malayalam.